# Eksplozija u Zmijonoščevom superskupu
Eksplozija u Zmijonoščevom superskupu je eksplozija koju su zabilježili znanstvenici u Zmijonoščevom superskupu. Najjača je eksplozija u povijesti od velikog praska. Pet puta je jača od prijašnjeg rekordera, (izuzme li se veliki prasak), erupciju u skupu MS 0735.6+7421 (). 
Smatra se da je nastala u 390 milijuna svjetlosnih godina udaljenoj supermasivnoj crnoj rupi. Vjeruje se da je iza nje ostala divovska udubina u Zmijonoscu. Golemo oslobađanje energije primijetili su jer su promatrali neuobičajeno zakrivljen rub golemi skup galaktika. Pitanje moguće eksplozije iskrsnulo je prvi put 2016. godine u studiji koju je predvodio Norbert Werner, koji je ispitivao slike uhvaćene NASA-inom promatračnicom X-zraka imena Chandra. Werner i kolege izvijestili su o čudnom zakrivljenom rubu u skupu. Rad nije utvrdio eksploziju, ali izračunali su kolika bi ta eksplozija morala biti. Prve su ocjene bila da je to zbog goleme skupine tisuća odvojenih galaksija između kojih konfluiraju vrući plinovi i tamna tvar. Nakon otkrića ovog praska smatraju da je mogući uzrok golema šupljina unutar plinova koji su u tom galaktičkom skupu, nastala kao posljedica emisija iz središnje crne rupe. Današnje objašnjenje nije iz prve izgledalo najbolje zbog vrlo velike udubine, u koju može stati 15 naslaganih Kumovih slama. Međutim podatci pribavljeni promatranjima teleskopima Murchison Widefield Array (MWA) u Australiji i Giant Metrewave Radio Telescope (GMRT) u Indiji potvrdila su im teoriju. Rad je objavljen pod naslovom Discovery of a Giant Radio Fossil in the Ophiuchus Galaxy Cluster u znanstvenom časopisu The Astrophysical Journal
27. veljače 2020. godine. Preprint je dostupan preko arXiv.org.
Kombinirani podatci pokazuju da je zakrivljeni rub doista dio zida udubine, zato što mu granice obiluju radijskim zračenjem. Emitirani valovi po svoj prilici nastali su kad je prasnula crna rupa i time je ubrzalo elektrone do brzine blizu svjetlosne. Podatci o radio zračenjima pristaju u X-zrake kao ruka u rukavici, opisali su znanstvenici. Čini se da je prestala eksplozija, jer zabilježeni radiovalovni podatci ne dokazuju izbacivanje mlaza u tijeku.
Udubina je široka 100 milijuna svjetlosnih godina. Eksplozijom je izbačen oko 270 milijuna sunčevih masa.